# Wer niemals einen Kuß geküsst
Wer niemals eine Kuß geküsst ist eine US-amerikanische Westernkomödie aus dem Jahr 1926 von Lynn Reynolds mit Hoot Gibson in der Hauptrolle. Der Stummfilm wurde von Universal Pictures produziert und basiert auf dem Roman Chips of the Flying U von Bertha Muzzy Sinclair.

## Handlung
Obwohl Chip Bennett, ein talentierter Hobby-Cartoonist, von der Flying-U-Ranch ein überzeugter Frauenfeind ist, verliebt er sich in Dr. Della Whitmore, die Schwester des Ranchers J. G. Whitmore, für den Chip arbeitet. Um in ihrer Nähe zu sein, täuscht Chip einen Unfall vor und behauptet, einen verletzten Knöchel zu haben. Die beiden verlieben sich zum Leidwesen von Duncan Whittacker, der an Della interessiert ist. Della reicht mehrere von Chips herausragenden Cartoons bei einem aufgeschlossenen Verleger ein. Als sie jedoch später Chips Täuschung entdeckt, zeigt Della ihm die kalte Schulter. Chip ist zunächst untröstlich, aber er nimmt all seinen Mut zusammen und besucht ein von Duncan veranstaltetes Tanzfest. Er wird des Festes verwiesen, entführt aber die bereitwillige Ärztin zu einem Pfarrer, um sie zu heiraten.

## Hintergrund
1939 produzierte Universal eine Neuverfilmung mit Johnny Mack Brown in der Hauptrolle.

## Veröffentlichung
Die Premiere des Films fand am 14. März 1926 statt. Im Deutschen Reich kam er im November 1926 in die Kinos. In Österreich wurden auch unter dem Titel Der schüchterne Wildling gezeigt.

## Kritiken
George T. Pardy beschrieb den Film in einer Vorabkritik der Filmzeitschrift Motion Picture News als amüsant, aber ohne Spannung und spektakuläre Reit-Stunts.